# Lucia Ronda
Lucia Ronda (Casalmaggiore, 22 aprile 1914) è una supercentenaria italiana, la persona più longeva vivente in Lombardia.

## Biografia
Lucia Ronda è stata la prima studentessa diplomata all'Accademia di Brera.  Su richiesta di Giovanni Battista Montini in quel momento cardinale ha collaborato con lo scultore Luciano Minguzzi partecipando alla realizzazione di uno dei portali del Duomo di Milano. 
Nel secondo conflitto mondiale il comune di Casalmaggiore le affido il compito di redigere le mappe dei rifugi antiaerei.
Insieme a Goliardo Padova frequentò la scuola di disegno “Giuseppe Bottoli” di Casalmaggiore.
Consegui la laurea discutendo la tesi: L'Altare Maggiore e la Deposizione della Croce nella Cattedrale di Parma.
Collaborò anche con il Museo del Bijou nella progettazione di bigiotteria.
Ospite in una RSA a Marcignago nel 2020 all'età di 106 anni è stata la donna più anziana a guarire dal Covid.